# إف بي إن 1

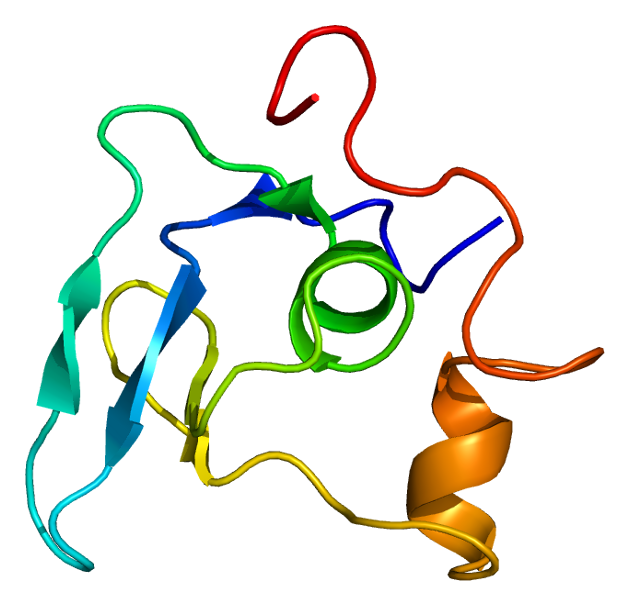

إف بي إن 1:FBN1 جين فايبريلين 1 (fibrillin 1). هذا الجينِ يكون مشوها في متلازمة مارفان، متلازمة ماس، والاضطرابات ذات العلاقة بالنسيج الرابط. جين إف بي إن 1 ينتج بروتين يدعى فايبريلين 1 والذي ينقل إلى خارج الخلية ويودع في المصفوفة خارج الخلية، وهو المشبك المعقّد الذي يضم ويثبت الخلايا لبناء الأنسجة. في هذه المصفوفة، يصبح الفايبريلين جزء من شعيرات خيطية صغيرةِ تدعى ميكروفيبريلز microfibrils، والتي بدورها تساعد على بناء ألياف ذات خصائص مطاطية. الألياف المطاطية ضرورية لوظيفة التراكيب المرنة مثل الأوعية الدموية، الرئتين، والجلد.
إف بي إن 1 هو جين كبير جداً، وتم تعرف على أكثر من 300 تشوه يمكن أن يصيبه وتؤدي إلى متلازمة مارفان. أي تغير في جين إف بي إن 1 يعدّل إنتاج بروتين فايبريلين 1 أَو يُغيّر تركيبه. المصابون بمتلازمة مارفان يعانوا من نقص إنتاجَ فايبريلين 1، تأخير نقل البروتين إلى خارج الخلية، أو خفض كميات البروتين في المصفوفة خارج الخلية. أي تشوه يمكن أن يؤدي إلى دعم ضعيف في التراكيب الرئيسية مثل الأوعية الدموية، صمامات القلب، الغضاريف، والأربطة.
جين إف بي إن 1 يقع على الذراع الطويل (q) للكروموسوم رقم 15 في مجموعة 15q21.1.

## وصلات خارجية
- - قاموس الجينات في كلية الطب بجامعة ويلز
- - GenAtlas entry for FBN1